# Pháp Nhãn tông

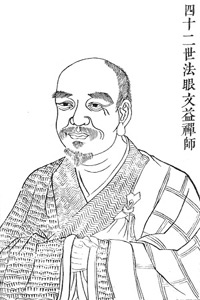
Sơ tổ Pháp Nhãn Văn Ích.

Pháp Nhãn tông (zh. fǎyǎn-zōng 法眼宗, ja. hōgen-shū) là một trường phái của Thiền tông Trung Quốc, được xếp vào Ngũ gia thất tông (zh. 五家七宗). Tông này bắt nguồn từ Thiền sư Huyền Sa Sư Bị, nối pháp Tuyết Phong Nghĩa Tồn và ban đầu cũng được gọi là Huyền Sa tông. Sau đó pháp tôn của Thiền sư Huyền Sa sư Bị là Thiền sư Pháp Nhãn Văn Ích – làm cho tông phong vang dội khắp nơi và vì thế, tông này được gọi là tông Pháp Nhãn. 63 pháp tự của Pháp Nhãn hoằng hoá khắp nơi, truyền tông này qua đến cả Triều Tiên. Tông này hưng thịnh ba đời nhưng tàn lụi sau đời thứ năm. Mặc dù tông này đã thất truyền tại Trung Quốc nhưng nó vẫn còn tồn tại ở Triều Tiên.

## Lịch sử
Sơ khai, Thiền sư Pháp Nhãn Văn Ích đến tham học với Tổ La Hán Quế Sâm và đại ngộ (vào năm 935). Sau khi đắc pháp, Thiền sư Pháp Nhãn đến trụ trì tại Viện Thanh Lương và nỗ lực xiển dương Thiền phong của mình. Ông chủ trương lý sự viên dung, không tìm cầu bên ngoài, vạn pháp đều do tâm tạo. Đệ tử nối pháp của Pháp Nhãn rất nhiều, lên đến 63 vị, trong đó điển hình nhất là các vị như Thiên Thai Đức Thiều, Thanh Lương Thái Khâm (zh. 泰欽法燈, ?-974), Bách Trượng Đạo Hằng (zh. 百丈道恆, ?-991/992), Quy Tông Nghĩa Nhu (zh. 歸宗義柔), Báo Ân Pháp An (zh. 報恩法安)... làm cho tông phong phát triển mạnh mẽ khắp nơi và trở thành tông Pháp Nhãn. Trung tâm truyền bá chính của tông này là hai tỉnh Phúc Kiến và Triết Giang.
Đến đầu đời Tống, do Quy Ngưỡng tông bị thất truyền nên Thiền tông chỉ còn 4 tông tồn tại là Lâm Tế, Tào Động, Vân Môn và Pháp Nhãn. Trong đó tông Pháp Nhãn cùng với tông Lâm Tế và tông Vân Môn là phát triển nhất.
Tông này có Thiền sư Thiên Thai Đức Thiều với chủ trương dung hợp Thiền tông và Thiên Thai tông. Còn đệ tử của Đức Thiều là Vĩnh Minh Diên Thọ thì chủ trương "Thiền-Tịnh nhất trí", Vĩnh Minh  được tôn xưng là tổ thứ 6 của Tịnh Độ tông. Ngoài ra Thiền sư Thiên Đồng Tử Ngưng (zh. 天童子凝) cũng đáng chú ý, ông là người đã tranh luận với Pháp sư Tứ Minh Trí Lễ (zh. 四明知禮, 960-1028, Thiên Thai tông). Năm 1004, Pháp sư Trí Lễ soạn Thập Bất Nhị Môn Chỉ Yếu Sao trong đó cho rằng Thiên Thai tông ưu việt hơn Thiền tông và bị Tử Ngưng gửi thư đến hỏi vặn, tổng cộng hai bên tranh luận hơn 20 lần. Cuối cùng, Thái thú vùng Tứ Minh là Trực Các Lâm Công phải hoà giải và sửa đổi lại Thập Bất Nhị Môn Chỉ Yếu Sao thì mâu thuẫn hai bên mới dịu đi.
Các tác phẩm đặc sắc nhất của tông này là:
- Tông Môn Thập Quy Luận (zh. 宗門十規論, 1 quyển), do Thiền sư Pháp Nhãn Văn Ích soạn, khái niệm "Ngũ gia" ra đời từ đây.
- Tông Cảnh Lục (zh. 宗鏡錄, 100 quyển), do Thiền sư Vĩnh Minh Diên Thọ sáng tác, mục đích để hệ thống hoá và thống nhất các tông phái Phật giáo
- Cảnh Đức Truyền Đăng Lục (zh. 景德傳燈錄, 30 quyển), do Thiền sư Vĩnh An Đạo Nguyên (zh. 永安道原) biên soạn vào năm 1004, bộ sách này hệ thống hoá lại lịch sử truyền thừa của Thiền tông từ chư tổ xa xưa cho đến đời pháp tôn của Thiền sư Văn Ích.[2][3][4]

Dòng pháp của Thiền sư Thiên Thai Đức Thiều từ sau đời của Thiền sư Vĩnh Minh Diên Thọ bắt đầu suy vi. Pháp hệ của tông Pháp Nhãn do phái của Thiền sư Thanh Lương Thái Khâm và Quy Tông Nghĩa Nhu thủ trì. Dưới Thanh Lương Thái Khâm có pháp tử là Thiền sư Vân Cư Đạo Tế (zh. 雲居道齊, 929-997), dưới Vân Cư Đạo Tế có pháp tử là Thiền sư Linh Ẩn Văn Thắng (zh. 靈隱文勝, ?-1026/1027). Tuy nhiên hai phái này cũng không duy trì được lâu.
Đến cuối thời Bắc Tống, Pháp Nhãn tông dung hợp với Vân Môn tông (zh. 雲門宗) rồi sớm điêu tàn và những đặc sắc của tông phái này dần dần được môn nhân của Vân Môn tông cũng như Lâm Tế tông kế thừa.
Cận đại, Thiền sư Hư Vân chủ trương khôi phục lại các tông phái đã thất truyền của Thiền tông là Quy Ngưỡng tông, Vân Môn tông, Pháp Nhãn tông. Thiền sư Hư Vân kế thừa vị tổ sư cuối cùng của tông Vân Môn được ghi lại trong lịch sử là Thiền sư Tường Phù Lương Khánh (zh. 祥符良度, đời thứ 7) làm truyền nhân đời thứ 8 và truyền pháp cho hai đệ tử là Hòa thượng Bản Tính Tịnh Huệ (zh. 本性净慧 Benxing Jinghui, 1933–2013) và Linh Ý Tịch Chiếu (zh. 灵意寂照 Lingyi Jizhao, 1926-?) tiếp nối làm truyền nhân đời thứ 9. Bài kệ truyền pháp tông Pháp Nhãn gồm 56 chữ do Thiền sư Hư Vân sáng tác là:
Lương hư bổn tịch thể vô lượng
Pháp giới thông dung quảng hàm tàng
Biến ấn xum la viên tự tại
Tắc không tình khí tổng chân thường
Duy tư thắng đức chiêu nhật nguyệt
Huệ đăng phổ chiếu động âm dương
Truyền tông Pháp Nhãn đại tương nghĩa
Quang huy địa cửu cố thiên trường.

## Đặc trưng
Nói về tông Pháp Nhãn, Thiền sư Cao Phong Nguyên Diệu đời Nguyên mô tả Thiền phong của tông Pháp Nhãn là "rõ ràng trong sáng". Còn trong sách Ngũ Gia Tham Tường Yếu Lược Môn (1788) của Tôrei Enji (Đông Lĩnh Viên Từ, 1721-1791), đặc trưng bởi khuynh hướng dùng ngành nghề thế tục để nói về các tông phái Thiền, Enji ví tông Pháp Nhãn với người thương nhân (Pháp Nhãn thương nhân).
Về phong cách giáo hoá thì các Thiền sư tông này có xu hướng "Tiên lợi tế", nghĩa là tùy thuận căn cơ của người học mà chân thành, khẩn thiết dìu dắt giúp họ được khai ngộ mau chóng. Tắc 7 của Bích Nham Lục là một ví dụ:  
Tuệ Siêu hỏi: "Thế nào là Phật?".  Pháp Nhãn đáp: "Ông là Tuệ siêu!" Ngay câu nói đó, Tuệ Siêu liền đại ngộ.
Bên cạnh đó, các Thiền sư của tông này cũng rất ưa niêm đề các cổ tắc, công án và trong các tác phẩm do các vị Thiền sư tông này sáng tác thường có phụ thêm phần Trứ ngữ (lời bình) cho các cổ tắc, công án.

## Ảnh hưởng

### Tại Triều Tiên
Vua Quang Tông nước Cao Ly vì cảm mộ Thiền sư Vĩnh Minh Diên Thọ nên từng viết thư xin được nhận làm đệ tử. Sau đó ông lại phái 36 vị tăng Cao Ly sang Trung Quốc tham học với Thiền sư Vĩnh Minh và tất cả đều được đắc pháp, nhờ đó mà tông Pháp Nhãn theo khuynh hướng Thiền-Tịnh song tu được truyền bá sang Triều Tiên, đến nay vẫn còn.

## Pháp hệ truyền thừa
1/ Thiền sư Pháp Nhãn Văn Ích (zh. 法眼文益, 885-958), Khai tổ.
2/ Thiền sư Quy Tông Nghĩa Nhu (zh. 歸宗義柔)
3/ Thiền sư Thiên Đồng Thanh Giản (zh. 天童清簡)
3/ Thiền sư Công Thần Giác Kha (zh. 功臣覺軻)
4/ Thiền sư Thánh Thọ Chí Thăng (zh. 聖壽志昇)
4/ Thiền sư Công Thần Thủ Như (zh. 功臣守如)
3/ Thiền sư La Hán Hàng Lâm (zh. 羅漢行林)
4/ Thiền sư Thái Ninh Khánh Thông (zh. 太寧慶璁)
4/ Thiền sư Huệ Lực Thiệu Trân (zh. 慧力紹珍)
2/ Thiền sư Sùng Thọ Khế Trù (zh. 崇壽契稠)
3/ Thiền sư Thiên Đồng Tử Ngưng (zh. 天童子凝)
3/ Thiền sư Tịnh Độ Duy Tố (zh.  淨土惟素)
4/ Thiền sư Tịnh Độ Duy Chính (zh. 淨土惟正, 986-1049)
2/ Thiền sư Bách Trượng Đạo Hằng (zh. 百丈道恆, ?-991/992)
3/ Thiền sư Thê Hiền Trừng Thục (zh. 棲賢澄湜)
4/ Thiền sư Định Sơn Duy Tố (zh. 定山惟素)
4/ Thiền sư Hưng Giáo Duy Nhất (zh. 興教惟一)
4/ Thiền sư Phúc Nghiêm Tỉnh Hiền (zh. 福嚴省賢)
2/ Thiền sư Pháp Đăng Thái Khâm (zh. 泰欽法燈, ?-974)
3/ Thiền sư Vân Cư Đạo Tế (zh. 雲居道齊, 929-997)
4/ Thiền sư Linh Ẩn Văn Thắng (zh. 靈隱文勝, ?-1026/1027)
5/ Thiền sư Tuyên Hóa Huệ Trung (zh. 宣化惠忠)
5/ Thiền sư Linh Ẩn Uẩn Thông (zh. 靈隱蘊聰)
5/ Thiền sư Phật Nhật Tử Thăng (zh. 佛日子昇)
4/ Thiền sư Thụy Nham Nghĩa Hải (zh. 瑞巖義海, 970-1025/1026)
5/ Thiền sư Thúy Nham Tự Nguyên (zh. 翠巖嗣元)
5/ Thiền sư Đại Mai Văn Huệ (zh. 大梅文慧)
4/ Thiền sư Bảo Phúc Cư Hú (zh. 保福居煦)
5/ Thiền sư Trí Giả Tự Như (zh. 智者嗣如)
6/ Thiền sư Bảo Lâm Văn Tuệ (zh. 寶林文慧)
7/ Thiền sư Tuyên Hóa Đức Tế (zh. 宣化德濟)
7/ Thiền sư Tường Phù Lương Khánh (zh. 祥符良度)
8/ Thiền sư Hư Vân Đức Thanh (zh. 虛雲德清 Xuyun Deqing, 1840-1959)
9/ Hòa thượng Bản Tính Tịnh Huệ (zh. 本性净慧 Benxing Jinghui, 1933–2013)
9/ Hòa thượng Linh Ý Tịch Chiếu (zh. 灵意寂照 Lingyi Jizhao, 1926-?)
2/ Thiền sư Thiên Thai Đức Thiều (zh. 天台德韶, 891-972)
3/ Thiền sư Hoa Nghiêm Chí Phùng (zh. 五雲志逢, 910-986)
3/ Thiền sư Vĩnh An Đạo Nguyên (zh. 永安道原)
3/ Thiền sư Vĩnh Minh Diên Thọ (zh. 永明延壽, 904-975)
4/ Thiền sư Triều Minh Viện Tân (zh. 朝明院津)
4/ Thiền sư Phú Dương Tử Bàng (zh. 富陽子蒙)